# Lando al II-lea de Capua
Lando al II-lea, supranumit Cyruttu, a fost conte de Capua pentru o scurtă perioadă de șase luni din anul 861.
Lando a fost fiul mai mare și succesorul contelui Lando I.
În mai 859, o puternică expediție comună amenința Capua, ea incluzând pe conducătorii din Salerno, Neapole, Amalfi, și Suessola. Contele Lando I fiind paralizat în acel moment, fiul său Lando al II-lea a luat armele pentru a organiza apărarea Capuei. El a izbutit să înfrângă forțele inamice, conduse de amiralul Cezar de Neapole și de Grigore, fiii ducelui Sergiu I de Neapole, la podul de la Teodemondo de pe râul Volturno. Amiralul Cezar a fost capturat și adus la Capua în triumf. Cronicarul Erchempert datează bătălia în 8 mai, ziua Arhanghelului Mihail, al cărui cult era popular în rândul longobarzilor. Este prin urmare semnificativ pentru Erchempert (un longobard) că longobardul Lando a reușit să înfrângă o puternică armată bizantină într-o astfel de zi.
Lando a succedat tatălui său la moartea acestui, însă a fost expulzat la puțină vreme după aceea de către unchiul său, Pando. Lando a primit drept consolare Caiazzo, însă continua să își dorească restaurarea la conducerea comitatului de Capua. El s-a căsătorit cu o nepoată a ducelui Athanasie de Neapole, însă nu a reușit niciodată să revină la Capua.